# Luís Carlos Galter
Luís Carlos Galter (Sao Paulo, 17 de octubre de 1947-Sao Paulo, 7 de marzo de 2025) fue un futbolista brasileño que se desempeñó en la posición de defensa.

## Carrera

### Club
| Periodo   | Club           |
| --------- | -------------- |
| 1967-1974 | SC Corinthians |
| 1974-1975 | CR Flamengo    |
| 1976      | Operário–MS    |
| 1976-1978 | Coritiba FC    |

### Selección nacional
Jugó para Brasil en una ocasión en la Copa Independencia de Brasil.

## Muerte
Galter murió en su natal Sao Paulo el 7 de marzo de 2025 a los 77 años a causa de una enfermedad renal.

## Logros
- Campeonato Carioca (1): 1974
- Campeonato Matogrossense (1): 1976
- Campeonato Paranaense (1): 1976